# Trattamento del carcinoma polmonare
Il trattamento del carcinoma polmonare si riferisce all'uso di terapie mediche, come chirurgia, radioterapia, chemioterapia, immunoterapia, ablazione percutanea e cure palliative, da sole o in combinazione, nel tentativo di curare o ridurre l'impatto negativo delle neoplasie maligne originate dal tessuto polmonare. 
Il carcinoma polmonare è una famiglia estremamente eterogenea di neoplasie maligne, e ben oltre 50 diverse varianti istopatologiche sono attualmente riconosciute nel sistema di tipizzazione più utilizzato. Poiché queste varianti hanno proprietà genetiche, biologiche e cliniche diverse, inclusa la risposta al trattamento, è necessaria una corretta classificazione dei casi di carcinoma polmonare per assicurare che i pazienti con carcinoma polmonare siano gestiti in modo ottimale. 
Circa il 95% dei tumori polmonari sono carcinomi o tumori derivati da cellule trasformate della discendenza epiteliale. Attualmente sono riconosciute quasi quattro dozzine di diverse varianti istopatologiche del carcinoma polmonare. Ai fini clinici e terapeutici, tuttavia, la maggior parte degli oncologi tende a classificare i carcinomi polmonari in due gruppi principali, vale a dire il carcinoma a piccole cellule (SCLC) e il carcinoma polmonare non a piccole cellule (NSCLC). Questo viene fatto a causa delle diverse risposte al trattamento: NSCLC è relativamente meno sensibile alla chemioterapia e/o alle radiazioni, quindi la chirurgia è il trattamento di scelta in questi tumori. Al contrario, SCLC di solito risponde bene alla chemioterapia e/o alle radiazioni, ma di solito si è ampiamente metastatizzato al momento della scoperta, rendendo la chirurgia inefficace. 
In uno studio del 2010 su pazienti con carcinoma polmonare metastatico non a piccole cellule, "le cure palliative precoci hanno portato a miglioramenti significativi sia della qualità della vita che dell'umore. Rispetto ai pazienti che ricevono cure standard, i pazienti che hanno ricevuto cure palliative precoci hanno avuto cure meno aggressive e una sopravvivenza più lunga "che è stata aumentata di circa 3 mesi".
In genere ci sono tre obiettivi applicati al trattamento del carcinoma polmonare e possono variare in base alla diagnosi individuale o del paziente:
1. curare il carcinoma polmonare
2. controllare il carcinoma polmonare
3. sentirsi a proprio agio.[7]

## Chirurgia
Nella maggior parte dei casi, l'obiettivo della chirurgia del cancro del polmone è di rimuovere l'intero tumore, inclusa una piccola quantità di tessuto normale (circa 2 cm di margine). Il nome generale per la chirurgia è la toracotomia e tipi specifici di interventi chirurgici possono essere eseguiti come parte della toracotomia, come resezione del cuneo, segmentectomia, "resezione del manicotto", lobectomia o pneumonectomia, a seconda del tumore e delle caratteristiche del paziente. 
La chirurgia è molto raramente utilizzata nei casi di carcinoma polmonare non a piccole cellule allo stadio 3b o allo stadio 4. 

## Chemioterapia
Nei pazienti con carcinoma polmonare allo stadio 3 che non possono essere rimossi, il trattamento con radioterapia combinata e chemioterapia migliora significativamente la sopravvivenza.

## Terapia mirata
Negli ultimi anni sono state sviluppate varie terapie molecolari mirate per il trattamento del carcinoma polmonare avanzato. Il Gefitinib (Iressa; ritirato dal mercato statunitense) è uno di questi farmaci, che ha come bersaglio la tirosina chinasi del recettore del fattore di crescita epidermico (EGFR), espresso in molti casi di carcinoma polmonare non a piccole cellule. Non è stato dimostrato che aumenti la sopravvivenza, sebbene le femmine, gli asiatici, i non fumatori e quelli con carcinoma bronchioloalveolare sembrano trarre il massimo beneficio dal farmaco.
Erlotinib (Tarceva), un altro inibitore della tirosina chinasi EGFR, ha aumentato la sopravvivenza nel carcinoma polmonare non a piccole cellule ed è stato approvato dalla FDA nel 2004 per il trattamento di seconda linea del carcinoma polmonare avanzato a piccole cellule. Simile al Gefitinib, sembra funzionare meglio anche nelle femmine, negli asiatici, nei non fumatori e in quelli con carcinoma bronchioloalveolare, in particolare quelli con specifiche mutazioni nell'EGFR. 
Il bevacizumab (Avastin), un inibitore dell'angiogenesi (in combinazione con paclitaxel e carboplatino), migliora la sopravvivenza dei pazienti con carcinoma polmonare avanzato non a piccole cellule. Tuttavia, ciò aumenta il rischio di sanguinamento polmonare, in particolare nei pazienti con carcinoma a cellule squamose . 
Crizotinib mostra beneficio in un sottogruppo di tumori non a piccole cellule del polmone che si caratterizza per EML4-ALK fusione oncogene, ed è approvato dalla FDA. EML4-ALK si trova in alcuni fumatori relativamente giovani, in non fumatori o leggeri fumatori con adenocarcinoma. 
I progressi nei farmaci citotossici, farmacogenetica e design mirato dei farmaci mostrano risultati promettenti. Numerosi agenti mirati sono nelle prime fasi della ricerca clinica, come gli inibitori della cicloossigenasi-2, il promotore dell'apoptosi exisulind, inibitori del proteasoma, bexarotene, il recettore del fattore di crescita epidermico inibitore cetuximab,  e vaccini. Sorafenib (commercializzato come Nexavar per l'uso nel carcinoma renale e epatico) ha mostrato risultati promettenti in uno studio clinico che associa il trattamento mirato al profilo genetico del cancro. Future aree di ricerca includono l'inibizione del proto-oncogene ras, l'inibizione della fosfoinositide 3-chinasi, l'inibizione dell'istone deacetilasi e la sostituzione del gene soppressore del tumore.

## Immunoterapia
L'immunoterapia è un tipo di trattamento del cancro che attiva il sistema immunitario per combattere il cancro. 
Nel 2015, nivolumab è stato approvato per il trattamento di persone con carcinoma polmonare squamoso non a piccole cellule metastatico (NSCLC) con progressione attiva o dopo chemioterapia a base di platino .
Nel 2016, la FDA ha approvato atezolizumab per il trattamento di persone con carcinoma polmonare metastatico non a piccole cellule (NSCLC) la cui malattia è progredita durante o in seguito a chemioterapia contenente platino e pembrolizumab per il trattamento di persone con carcinoma polmonare metastatico non a piccole cellule (NSCLC) i cui tumori esprimono PD-L1 determinato da un test approvato dalla FDA.
Nel 2017, la FDA ha concesso un'approvazione accelerata a pembrolizumab in combinazione con pemetrexed e carboplatino per il trattamento di persone con carcinoma polmonare non a piccole cellule metastatico non squamoso precedentemente non trattato (NSCLC).
Nel 2018, la FDA ha approvato durvalumab per le persone con NSCLC in stadio III non resecabile la cui malattia non è progredita a seguito di chemioterapia e radioterapia concomitante a base di platino.
Nel 2018, la FDA ha concesso l'approvazione accelerata a nivolumab per le persone con SCLC metastatico con progressione dopo chemioterapia a base di platino e almeno un'altra linea di terapia e ha approvato pembrolizumab in associazione con antineoplastico a base di pemetrexed e platino (carboplatino o cisplatino) come trattamento di prima linea di persone con tumore metastatico.
Nel 2018, la FDA ha approvato il pembrolizumab in combinazione con carboplatino e paclitaxel o nab-paclitaxel come trattamento di prima linea del carcinoma polmonare metastatico squamoso non a piccole cellule (NSCLC).

## Radiazione
Nei pazienti con carcinoma polmonare non a piccole cellule allo stadio I o II, la sola radioterapia provoca nel 13–39% dei pazienti la sopravvivenza a cinque anni. 

## Ablazione percutanea
L'ablazione percutanea guidata dall'immagine è un trattamento minimamente invasivo che può essere offerto a pazienti con NSCLC in stadio iniziale o per un trattamento palliativo per pazienti con malattia metastatica. Esistono vari tipi di ablazione utilizzati per il trattamento delle neoplasie polmonari, tra cui l'ablazione a radiofrequenza (RFA), la crioablazione e l'ablazione a microonde. L'ablazione termica è in genere raccomandata per i pazienti che sono pazienti chirurgici ad alto rischio a causa di malattie cardiopolmonari. L'ablazione è generalmente una procedura a rischio inferiore rispetto all'intervento chirurgico; richiede solo anestesia locale e sedazione a volte cosciente ed è minimamente invasivo. La procedura viene eseguita dalla radiologia interventistica in regime ambulatoriale. Sotto la guida TC o ultrasuoni, una sonda viene fatta avanzare attraverso la pelle anestetizzata fino a quando la punta della sonda viene posizionata all'interno del tumore. La temperatura estrema viene quindi generata attraverso la corrente elettrica (ablazione con radiofrequenza e ablazione a microonde) o gas (crioablazione), che provoca la distruzione delle cellule cancerose. Le complicanze maggiori sono rare, ma comprendono il collasso parziale del polmone e dell'emotorace. Sebbene vi siano prove crescenti a sostegno dell'ablazione come trattamento per il NSCLC, alti tassi di recidiva locale e nuove malattie metastatiche nelle aree di trattamento portano a fare affidamento su modalità di trattamento più tradizionali. Le insidie dell'ablazione derivano dalla mancanza di distruzione completa e omogenea delle cellule tumorali, che spesso porta a cellule maligne residue alla periferia del tumore. Per tale motivo, lesioni superiori a 5 centimetri (2,0 in) dovrebbero essere escluse e le lesioni da 3cm a 5cm devono essere considerate con cautela, dato l'alto rischio di recidiva. Inoltre, per motivi di sicurezza, lesioni inferiori a 1cm dalla trachea, bronchi principali, esofago e vasi centrali dovrebbero essere esclusi dalla RFA, dato l'alto rischio di complicanze e frequente ablazione incompleta. Un modello di tumore animale ha dimostrato una sopravvivenza migliorata dopo il trattamento combinato con RFA e radioterapia rispetto al solo trattamento chirurgico. È possibile che le due modalità abbiano un effetto sinergico e che i pazienti possano beneficiare del trattamento combinato.

## Storia
Durante la prima parte del XX secolo il cancro del polmone era considerato una malattia molto rara e tutti i tumori polmonari maligni erano trattati in modo identico. La resezione chirurgica radicale (cioè lobectomia o pneumonectomia) fu l'unico intervento efficace disponibile per il cancro del polmone prima degli anni '40, quando iniziò l'era della moderna chemioterapia citotossica.
Fu solo nel 1962 che il carcinoma polmonare a piccole cellule (SCLC), allora chiamato "carcinoma a cellule di avena", fu riconosciuto per il suo comportamento biologico unico, inclusa una frequenza molto più elevata di metastasi diffuse e una squisita sensibilità alla chemioterapia citotossica e alle radiazioni.
I primi studi suggerirono che i pazienti con carcinoma polmonare a piccole cellule (SCLC) hanno ottenuto risultati migliori se trattati con chemioterapia e/o radiazioni rispetto a quando trattati chirurgicamente. Mentre questo approccio al trattamento della SCLC rimane l'attuale standard di cura, il ruolo della chirurgia nella SCLC è in fase di riesame, con studi recenti che indicano che la chirurgia può migliorare i risultati in alcuni pazienti con SCLC in fase iniziale e forme combinate di SCLC e NSCLC. 

## Sperimentazioni
La squalamina è in fase di sperimentazione per il trattamento del carcinoma polmonare non a piccole cellule (stadio I / IIA). 
Nel dicembre 2012, Merck ha pubblicato i risultati del suo studio attuale. Sebbene la sperimentazione di fase III di L-BLP25 (Stimuvax) non abbia soddisfatto gli endpoint primari per i pazienti con carcinoma polmonare non a piccole cellule, sono stati osservati notevoli effetti terapeutici per L-BLP25 in alcuni sottogruppi nello studio START.